# Ishak Belfodil
Ishak Belfodil (arab. إسحاق بلفوضيل; ur. 12 stycznia 1992 w Mustaghanim) – algierski piłkarz grający na pozycji napastnika. Od 2022 roku zawodnik Al-Gharafa. Posiada także obywatelstwo francuskie.

## Kariera klubowa

### Wczesne lata
Ishak Belfodil urodził się i wychowywał do 13 roku życia w Algierii, by razem z rodziną przenieść się do Francji. Początkiem kariery Ishaka był pobyt w OSC Élancourt, klubie na zachodnich przedmieściach Paryża. W 2003 dołączył do Trappes FC, w którym pozostał przez 2 lata. Podczas tego pobytu aplikował do akademii piłkarskiej INF Clairefontaine i przeszedł pierwsze testy do niej, lecz odpadł na ostatnim etapie. Po fiasku tych starań przeniósł się w 2005 do Paris Saint-Germain. W drużynie młodzieżowej paryskiego klubu nie otrzymywał wielu okazji do gry, co skłoniło go do opuszczenia po roku klubu. Nowym jego zespołem do 2006 został Athletic Club de Boulogne-Billancourt. Piłkarzem A.C.B.B. pozostawał do 2007, gdy przeniósł się do Clermont. Występując w drużynie U-16 zdobył w rozgrywkach ligowych w tej kategorii wiekowej 9 bramek, co zagwarantowało mu koronę króla strzelców. Osiągnięcie to spowodowało pojawienie się zainteresowania jego usługami ze strony potentatów.

### Olympique Lyon
13 listopada 2008 stał się zawodnikiem Olympique Lyon z którym podpisał trzyletni kontrakt. Przez cały sezon 2008/09 grał w drużynie U-18 Lyonu. Dotarł z zespołem do półfinału Coupe Gambardella. W trzeciej kolejce sezonu 2009/10 został powołany do kadry seniorskiej na mecz z AJ Auxerre. 22 sierpnia 2009 roku zadebiutował w tym meczu, gdy wszedł na boisko za Jeana-Alaina Boumsonga w 85 minucie. Lyon wygrał to spotkanie 3-0. Miał wtedy ledwie 17 lat i 8 miesięcy. Trzy dni później zagrał po raz pierwszy w Lidze Mistrzów, w spotkaniu z Anderlechtem, gdy w 60 minucie zmienił Lisandro Lópeza. 16 lipca 2010 roku podpisał swój pierwszy zawodowy kontrakt, który miał wejść w życie od 1 lipca 2011 i związać go z klubem do 2014. Łącznie dla Olimpijczyków zagrał w 10 spotkaniach Ligue 1.

### Bologna
W styczniu 2012 został wypożyczony przez OL do Bologny. Pierwszy oficjalny mecz rozegrał 26 marca 2012 z Udinese Calcio zmieniając w 83 minucie Diego Péreza. W czasie pobytu w Bolonii zagrał w 8 meczach Serie A.

### Parma
30 czerwca 2012 roku podpisał kontrakt z Parmą, która zapłaciła za niego Lyonowi 2,5 miliona euro. Debiut w nowych barwach zaliczył podczas spotkania z Juventusem. Premierowe trafienie w profesjonalnym futbolu przypadło w drugim meczu Ishaka dla Parmeńczyków, który został rozegrany 2 września z Chievo Werona. Jego popisem było spotkanie z Cagliari Calcio (4:1), które odbyło się 16 grudnia. Belfodil zmusił wówczas bramkarza Asini volanti dwukrotnie do kapitulacji oraz zaliczył asystę. Dobre występy Ishaka spowodowały, że zaczęto go nazywać „nowym Benzemą”. Wybierano go także do jedenastek młodych gwiazd Serie A. Dla Gialloblù zagrał w 33 spotkaniach, w których strzelił 8 bramek oraz zaliczył 5 asyst.

### Inter
5 lipca 2013 roku związał się 5-letnią umową z Interem Mediolan, który wykupił prawa do połowy jego zawodniczej karty za ok. 7,5 mln euro i oddał do Crociatich Antonio Cassano. Na mocy kontraktu będzie zarabiał milion euro rocznie. Pierwszy mecz w nowych barwach Ishak rozegrał 18 sierpnia 2013 z AS Cittadella w Pucharze Włoch. Zmienił wówczas w 60 minucie Rodrigo Palacio.
W styczniu 2014 na zasadzie wypożyczenia przeniósł się do Livorno. W tym samym roku wrócił do Parmy, by po sezonie opuścić ją na rzecz Baniyasu SC, klubu ze Zjednoczonych Emiratów Arabskich gdzie również grał tylko jeden sezon. W 2016 powrócił do Europy do klubu Standard Liège, jednak po roku został wypożyczony do Werderu Brema, który to również opuścił po roku, kiedy poszedł do TSG 1899 Hoffenheim, gdzie grał najdłużej, bo aż trzy lata. W sierpniu 2021 dołączył do Herthy Berlin.

## Kariera reprezentacyjna
Jako młody zawodnik, który nie mógł jeszcze wybierać pomiędzy drużynami młodzieżowymi Algierii i Francji, gdyż nie posiadał francuskiego paszportu, poprosił swego ojca, aby poinformował algierską federację o chęci gry dla tego zespołu, lecz jego inicjatywa nie znalazła zrozumienia u drugiej strony. Dopiero po transferze Ishaka do OL Algierczycy wysłali zaproszenie do gry dla swego zespołu. Jednak było to spóźnione działanie. W 2009 Belfodil otrzymał obywatelstwo francuskie i został powołany do francuskiej drużyny U-17, która wzięła udział w Mistrzostwach Europy U-17. Zagrał wówczas we wszystkich trzech spotkaniach fazy grupowej. 27 października 2009 zadebiutował w drużynie U-18 prowadzonej przez Philippe’a Bergeroo w meczu z Danią. 8 grudnia 2009 zdobył pierwszą bramkę dla reprezentacji Francji w meczu z Ukrainą (1:1). W 2010 został członkiem zespołu U-19 biorącego udział w pierwszej rundzie eliminacji do Mistrzostw Europy U-19.
25 sierpnia 2012 otrzymał od Vahida Halihodžicia powołanie do pierwszej reprezentacji Algierii na premierowe spotkanie eliminacji do Puchar Narodów Afryki 2013 z Libią. Z powodu nie wyrażenia przez FIFĘ zgody na zmianę barw reprezentacyjnych oraz sprzeciw klubu nie wystąpił w meczu. 26 września FIFA wyraziła swą zgodę na zmianę przez Belfodila reprezentacji państwa. Debiut Belfodila w barwach reprezentacji miał miejsce 14 sierpnia 2013 w towarzyskim spotkaniu z Gwineą w Al-Bulajdzie.

## Styl gry
Ishak Belfodil jest prawonożnym napastnikiem, który może grać także na pozycji lewoskrzydłowego lub cofniętego napastnika. To gracz, który jest dobry w robieniu przestrzeni dla partnerów z drużyny.

## Życie prywatne
Belfodil jest muzułmaninem. W czasie ramadanu stara się przestrzegać postu. Jego idolem jest Ronaldo.

## Statystyki
Stan na koniec sezonu 2018/2019
| Klub                | Sezon     | Liga  | Liga | Liga   | Puchar | Puchar | Puchar | Europa | Europa | Europa | Razem | Razem | Razem  |
| Klub                | Sezon     | Mecze | Gole | Asysty | Mecze  | Gole   | Asysty | Mecze  | Gole   | Asysty | Mecze | Gole  | Asysty |
| ------------------- | --------- | ----- | ---- | ------ | ------ | ------ | ------ | ------ | ------ | ------ | ----- | ----- | ------ |
| Olympique Lyon      | 2009/2010 | 3     | 0    | 0      | –      | –      | –      | 1      | 0      | 0      | 4     | 0     | 0      |
| Olympique Lyon      | 2010/2011 | –     | –    | –      | –      | –      | –      | –      | –      | –      | –     | –     | –      |
| Olympique Lyon      | 2011/2012 | 7     | 0    | 0      | –      | –      | –      | 2      | 0      | 0      | 9     | 0     | 0      |
| Bologna FC          | 2012      | 8     | 0    | 0      | –      | –      | –      | –      | –      | –      | 8     | 0     | 0      |
| Parma F.C.          | 2012/2013 | 33    | 8    | 5      | 1      | 0      | 0      | –      | –      | –      | 34    | 8     | 5      |
| Inter Mediolan      | 2013/2014 | 8     | 0    | 0      | 2      | 1      | 0      | –      | –      | –      | 10    | 1     | 0      |
| AS Livorno Calcio   | 2013/2014 | 17    | 0    | 0      | –      | –      | –      | –      | –      | –      | 17    | 0     | 0      |
| Parma               | 2014/2015 | 23    | 1    | 0      | –      | –      | –      | –      | –      | –      | 23    | 1     | 0      |
| Baniyas SC          | 2015/2016 | 23    | 11   | 0      | 3      | 0      | 0      | –      | –      | –      | 23    | 11    | 0      |
| Standard Liège      | 2016/2017 | 32    | 14   | 6      | –      | –      | –      | 5      | 3      | 0      | 37    | 17    | 6      |
| Standard Liège      | 2017/2018 | 3     | 0    | 0      | –      | –      | –      | –      | –      | –      | 3     | 0     | 0      |
| Werder Brema        | 2017/2018 | 26    | 4    | 1      | 3      | 2      | 0      | –      | –      | –      | 29    | 6     | 1      |
| TSG 1899 Hoffenheim | 2018/2019 | 24    | 15   | 5      | 2      | 0      | 0      | 5      | 1      | 1      | 31    | 16    | 6      |

### Reprezentacyjne
| Lp. | Data             | Miejsce                            | Rywal              | Wynik | Gol | Minuty | Rozgrywki             |
| --- | ---------------- | ---------------------------------- | ------------------ | ----- | --- | ------ | --------------------- |
| 1   | 14 sierpnia 2013 | Stade Mustapha Tchaker, Al-Bulajda | Gwinea             | 2:2   |     | 45     | mecz towarzyski       |
| 2   | 10 września 2013 | Stade Mustapha Tchaker, Al-Bulajda | Federacja Malajska | 1:0   |     | 2      | eliminacje do MŚ 2014 |